# دوپراستاف
دوپراستاف (انگلیسی: Doprastav) شرکت ساخت‌وساز در اسلواکی است، که در سال ۱۹۵۳ تأسیس شد.